# Chrysometa maitae
Chrysometa maitae is een spinnensoort in de taxonomische indeling van de strekspinnen.
Het dier behoort tot het geslacht Chrysometa. De wetenschappelijke naam van de soort werd voor het eerst geldig gepubliceerd in 2007 door Álvarez-Padilla.